# Dominique René Vandamme
Dominique-Joseph René Vandamme, greve af Hüneburg (født 5. november 1771 i Cassel, departementet Nord, død 15. juli 1830 sammesteds) var en fransk general.
Vandamme var underofficer og oprettede 1792 en kendt friskareafdeling. Som anfører for denne indlagde han sig så store fortjenester, at han blev udnævnt til brigadegeneral (1793) og divisionsgeneral (1799). Han deltog i alle de kendte felttog og udmærkede sig ganske særlig ved Austerlitz. Fra 1809 førte han korps. Efter en strid med Jérôme Bonaparte blev Vandamme fjernet fra hæren 1812. I 1813 måtte han med 10.000 mand nedlægge våbnene ved Kulm i Böhmen, og han blev derefter sendt som krigsfange til Sibirien. Efter atter at være kommet tilbage til Frankrig fik han under kejserdømmet i de hundrede dage kommandoen over et korps og kæmpede tappert ved Ligny. Efter Napoleons tronfrasigelse rejste Vandamme som landsforvist til Amerika, men kom senere tilbage til Frankrig.